# Bahnhof Chantilly-Gouvieux
Der Bahnhof Chantilly-Gouvieux ist der Bahnhof der französischen Gemeinde Chantilly, östlich der Gemeinde Gouvieux.
Er wird von den folgenden Linien der TER Picardie bedient:
- Linie 12: Paris-Nord-Compiègne-Saint-Quentin-Busigny
- Linie 22: Paris-Nord-Creil-Amiens
- Linie 23: Paris-Nord-Creil

Die Reisezeit nach Paris-Nord beträgt 22 Minuten. Bis Creil fährt man 7 Minuten. Zwischen Chantilly und Paris-Nord wurden im Jahr 2006 920.000 Fahrgäste gezählt.
- Der RER D bedient den Bahnhof, um Lücken zwischen den TER Picardie zu füllen. Der RER D benötigt 50 Minuten bis Paris-Nord.

## Geschichte

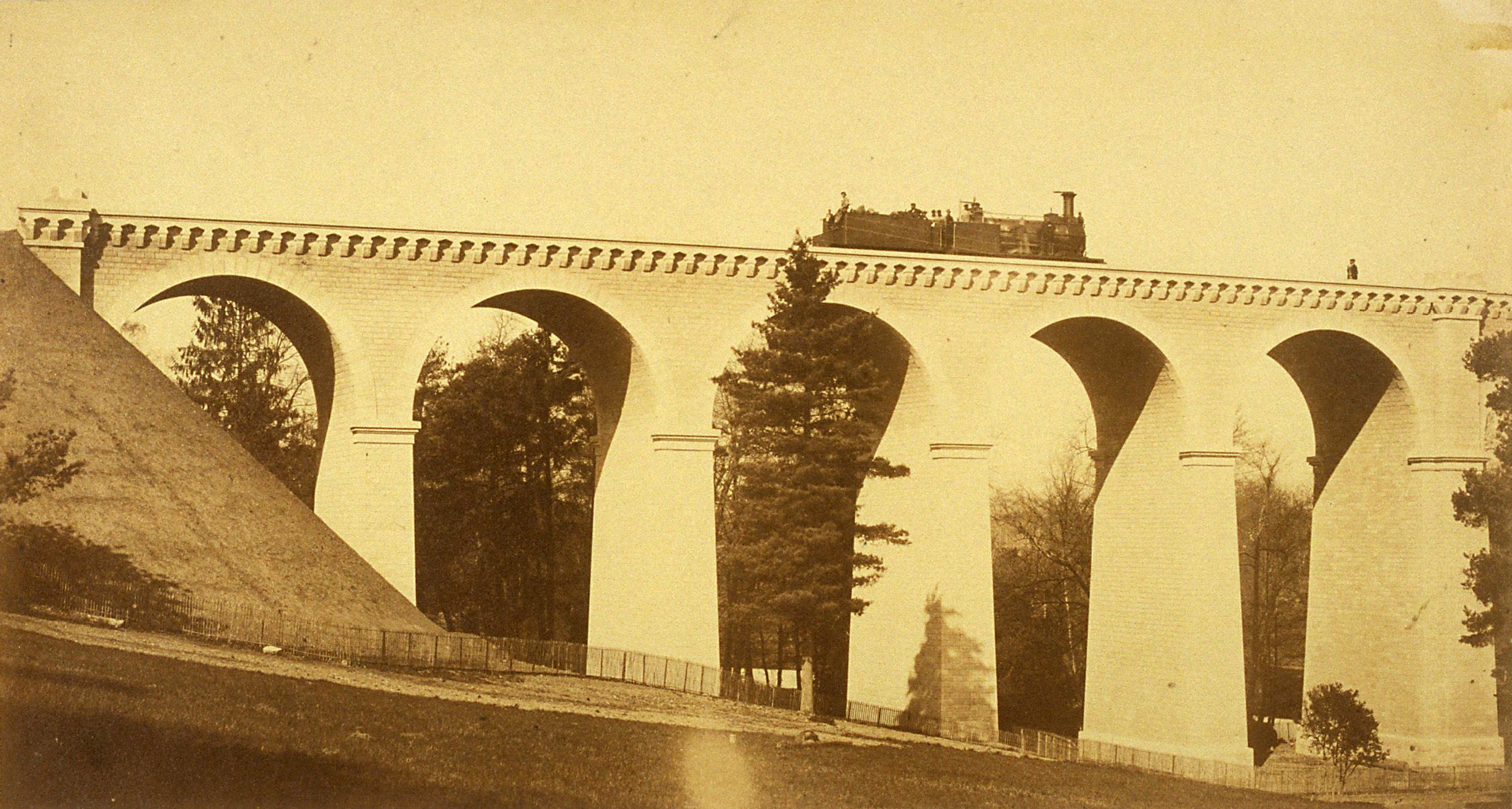
Der Viadukt von Chantilly nach seiner Errichtung 1859

Die Eisenbahnstrecke Saint-Denis-Creil über Survilliers-Fosses wurde am 10. Mai 1859 als Teilstück der Linie Paris-Lille eröffnet. Bis 1907 erfolgte der zweigleisige Ausbau bis Orry-la-Ville. Teil der Strecke war der Viadukt von Chantilly (auch Canardière-Viadukt genannt), mit drei Gleisen, einer Länge von 443 Metern und 36 Bögen, die bis zu 22 Metern hoch waren.
Der Bahnhof Chantilly war ein Standardmodell für zweitklassige Bahnhöfe der Compagnie des chemins de fer du Nord und wurde von Unternehmen Lejeune erbaut. Die Überdachung der Bahnsteige sind vom Originalgebäude ebenso erhalten wie die Gewölbeimitation in der Empfangshalle. Ein Erweiterungsprojekt wurde 1922 geplant, aber niemals durchgeführt.
Eine Abzweigung von Chantilly in Richtung Senlis wurde 1862 gebaut, später bis Crépy-en-Valois verlängert, jedoch 1950 geschlossen und 1960 endgültig stillgelegt.
Für die Bedürfnisse der Pferdezucht existierte in der heutigen Rue de l'embarcadère eine Verladestation für Pferde. Ein eigener Bahnhof für die Pferderennbahn der Stadt wurde 1897 errichtet. Er hatte 12 Gleise und 11 Bahnsteige, eine Drehscheibe und einen Wasserturm. Jeder Bahnsteig konnte einen Zug mit 21 Waggons bedienen. Damit war es möglich, 12.000 Passagiere gleichzeitig abzufertigen. Die Fahrt bis Paris dauerte damals 35 Minuten. Der Betrieb dieses Bahnhofs wurde im Zweiten Weltkrieg unterbrochen, 1954 wurde er endgültig geschlossen. An seiner Stelle befindet sich heute das Viertel Quartier de Verdun.

## Bilder

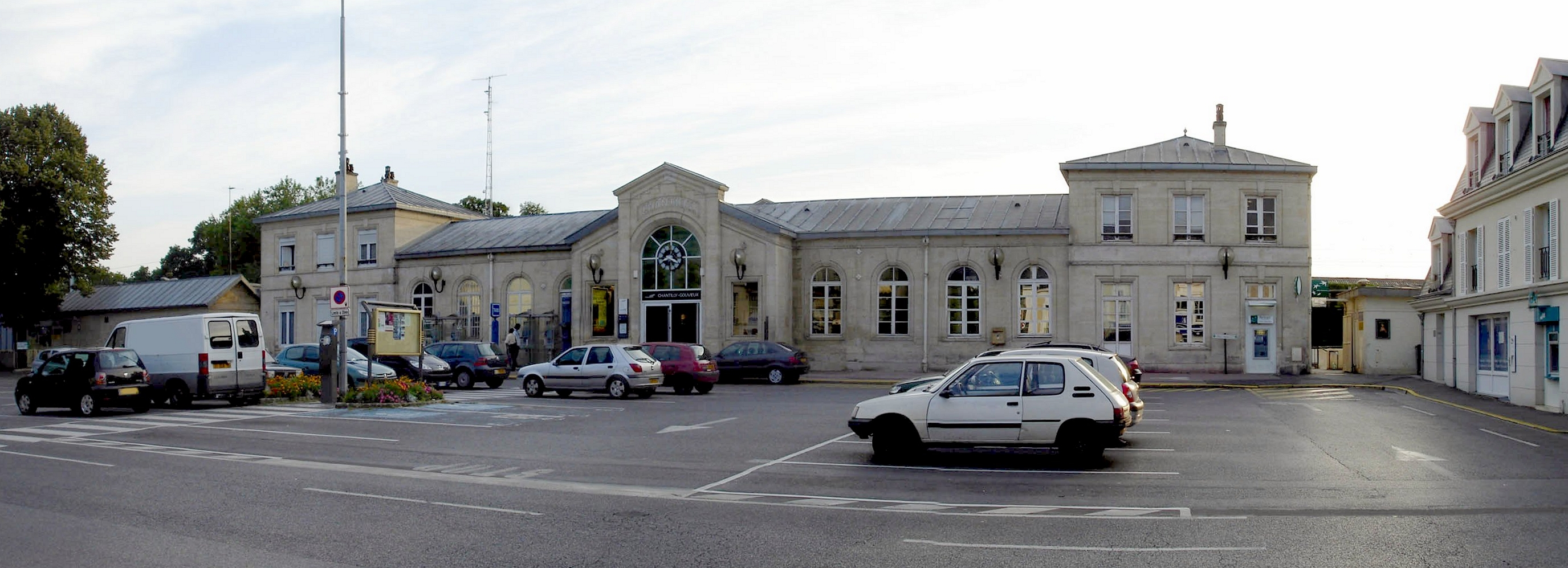
Empfangsgebäude von vorn

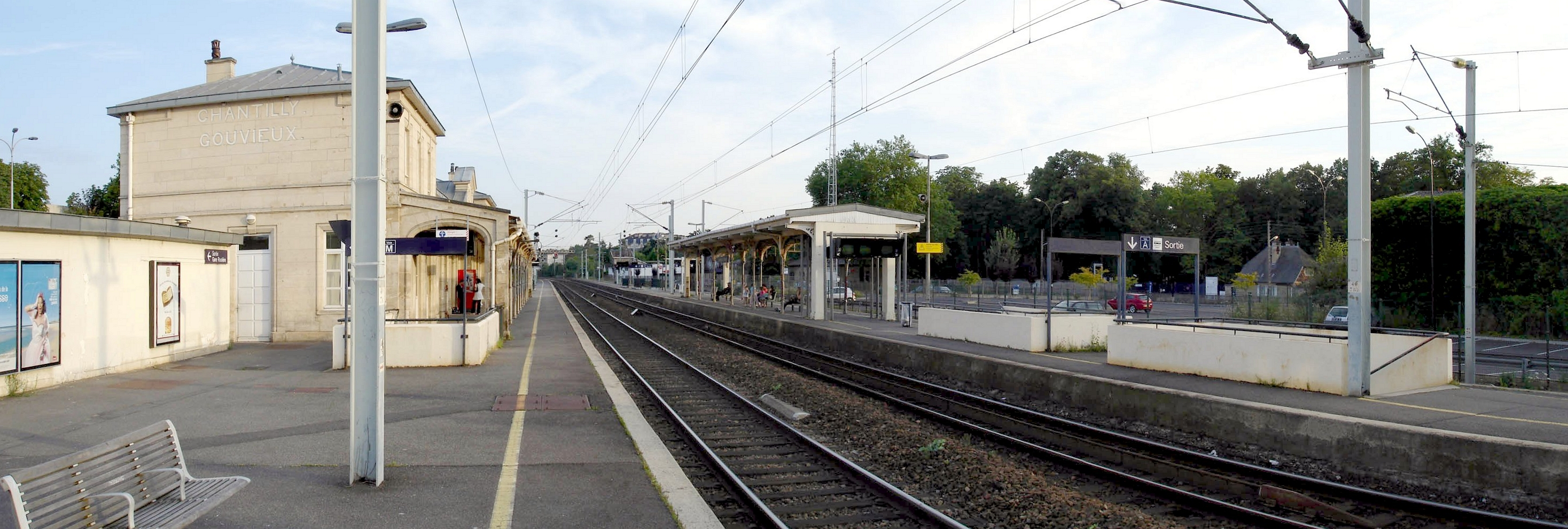
Bahnsteige (Richtung Paris)